# 施洛斯巴赫角
75°08′00″S 63°06′00″W / 75.1333333°S 63.1°W
施洛斯巴赫角（英語：Cape Schlossbach），是南極洲的海岬，位於帕爾默地的普雷恩半島東端，處於漢森灣和加德納灣之間，由美國探險隊發現，現時由南極條約體系管理。